# 單海文
單海文，加拿大卑詩省政治人物，卑詩新民主黨籍。在2020年卑詩省大選中當選為卑詩省省議會議員，代表維農-盧比選區。2022年12月7日獲委任為長者服務及長期護理議會秘書。